# Andrea Bianco

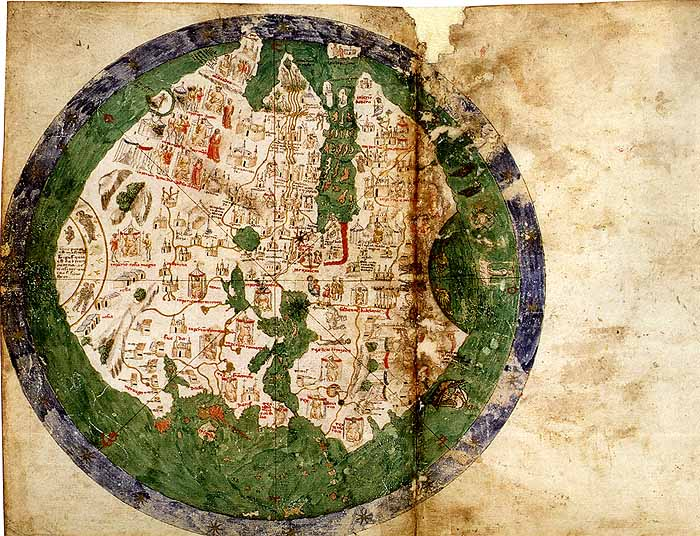
Mapa-múndi de Andrea Bianco (1436).

Andrea Bianco (século XV) foi um cartógrafo veneziano.

## Obra
O chamado "Atlas de Andrea Bianco" (1436), atualmente na British Library em Londres, é composto por dez folhas em pergaminho, medindo 29 x 38 cm.
A primeira folha contém uma descrição da "regra de marteloio", duas tabelas e dois outros esquemas.
As folhas seguintes contêm diversos mapas, a saber:
- Folha 2 - Mapa das costas do mar Negro;
- Folha 3 - Mapa das costas orientais do mar Mediterrâneo;
- Folha 4 - Mapa das costas da parte central do mar Mediterrâneo;
- Folha 5 - Mapa das costas da Espanha, de Portugal, da África do Norte e das ilhas do Oceano Atlântico (Açores, Madeira, Cabo Verde e duas ilhas chamadas "Antillia" e "Satanaxio", situadas a oeste dos Açores);
- Folha 6 - Mapa das costas do norte da Espanha, da França, da Flandres e das Ilhas Britânicas;
- Folha 7 - Mapa das costas do mar Báltico, da Dinamarca e da Escandinávia;
- Folha 8 - Mapa integrando, numa escala menor, o conjunto de mapas com as costas da Europa e da África do Norte;
- Folha 9 - Mapa circular do mundo com 25 cm de circunferência;
- Folha 10 - Mapa do mundo ptolemaico com a projeção cônica de Ptolemeu.

Alguns autores sustentam que Andrea Bianco foi o primeiro a representar e descrever corretamente a costa da Flórida, como uma macro-península ligada à uma grande ilha nomeada "Antillia".
Bianco colaborou ainda com Fra Mauro para a realização do mapa do mundo de 1459.